# ドーチェスター
ドーチェスター（Dorchester）は、イングランド南部・ドーセット州の州都である。古名ドゥルノバリア。ドーチェスターはフルーム川の河岸に位置し、古くから市場都市として栄えてきた。

## 歴史
石器時代の舞台をローマ人が円形劇場として利用してきたモームベリ・リングスの他、考古学・歴史博物館がある。近郊にあるメードゥン城のヒルフォートは、古代の技術による砦としてはイングランドで最も優れている。

### ピューリタン革命
17世紀、ドーチェスターはイギリス国教会から分難しアメリカへの移住を目ざすピルグリム・ファーザーズの拠点となった。

## 文学の接続

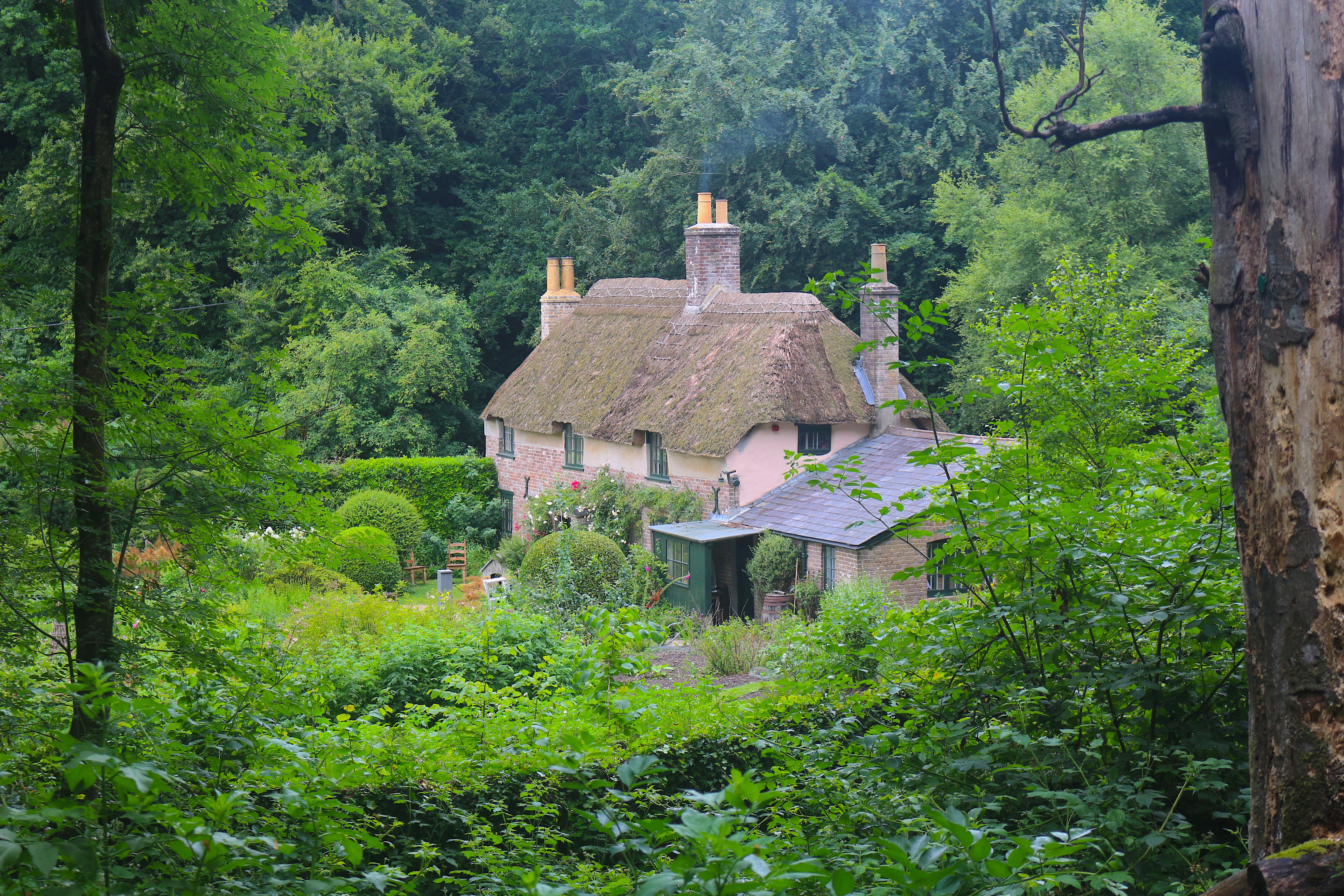
ドーチェスターの郊外小村アッパー・ボッカンプトンにあるトーマス・ハーディのの生家

ドーチェスターにはイギリスの有名小説家、詩人トーマス・ハーディが晩年を過ごしてた家がある。
『ダーバヴィル家のテス』『カスターブリッジの市長』『帰郷』などが書かれた　ハーディの生家 (Thomas Hardy’s Cottage) はドーチェスターの東北5kmの郊外にのこっていて、現在はナショナル・トラストが管理している。1885年にハーディは、ドーチェスター近辺に自宅 マックス・ゲート (Max Gate) を建てて漸く居が定まった。
ドーセット・カウンティ・ミュージアム (Dorset County Museum)には、ドーセット州のジュラシック・コースト骨格標本から郷土史、文化まで網羅した展示の主役はやはり、トーマス・ハーディの書斎や古写本が集められている。

## パウンドベリー
ドーチェスターから西へ3km行った郊外に、ニュー・タウンができている。チャールズ3世（当時皇太子）の指導の下で、21世紀に向けてできた新しい町パウンドベリー村である。村の住宅のデザインは、ドーセット州によく見られる石灰石が趣のある田舎家や、ドーチェスターに残る18世紀の邸宅にヒントを得た。

## 出身者
- トーマス・ハーディ
- モーリス・エヴァンス